# Luciano González
Luciano Agustín González (Paraná, 1º gennaio 1990) è un cestista argentino.

## Carriera
Con l'Argentina ha disputato i Giochi panamenricani di Guadalajara 2011.

## Palmarès
- Basketball Champions League Americas: 1

Flamengo: 2021
- Novo Basquete Brasil: 1

Flamengo: 2021
- Super 8 Cup: 1

Flamengo: 2020-21
- Campionati carioca: 1

Flamengo: 2020